# Caroline Vis
Pour les articles homonymes, voir Vis.
Caroline Vis (née le 4 mars 1970 à Vlaardingen) est une joueuse de tennis néerlandaise, professionnelle de mars 1989 à 2004.
Elle s'est essentiellement illustrée dans les épreuves de double dames : victorieuse de neuf tournois WTA au cours de sa carrière dans cette spécialité, elle a atteint au moins une fois les 1/4 de finale dans chacun des quatre tournois du Grand Chelem et s'est hissée, le 3 août 1998, au 9e rang mondial.
Caroline Vis a régulièrement fait partie de l'équipe des Pays-Bas de Fed Cup.

## Palmarès

### Titres en double dames
| No | Date       | Nom et lieu du tournoi       | Catégorie | Dotation  | Surface         | Partenaire         | Finalistes                        | Score         |          |
| -- | ---------- | ---------------------------- | --------- | --------- | --------------- | ------------------ | --------------------------------- | ------------- | -------- |
| 1  | 04-05-1992 | Belgian Open Waregem         | Tier V    | 100 000 $ | Terre (ext.)    | Manon Bollegraf    | Elena Bryukhovets Petra Langrová  | 6-4, 6-3      | Parcours |
| 2  | 18-10-1993 | Budapest Open Budapest       | Tier III  | 150 000 $ | Moquette (int.) | Inés Gorrochategui | Sandra Cecchini Patricia Tarabini | 6-1, 6-3      | Parcours |
| 3  | 04-08-1997 | Acura Classic Los Angeles    | Tier II   | 450 000 $ | Dur (ext.)      | Yayuk Basuki       | Larisa Neiland Helena Suková      | 7-6, 6-3      | Parcours |
| 4  | 11-08-1997 | Omnium du Maurier Toronto    | Tier I    | 926 250 $ | Dur (ext.)      | Yayuk Basuki       | Nicole Arendt Manon Bollegraf     | 3-6, 7-5, 6-4 | Parcours |
| 5  | 22-02-1999 | Open Gaz de France Paris     | Tier II   | 520 000 $ | Moquette (int.) | Irina Spîrlea      | Elena Likhovtseva Ai Sugiyama     | 7-5, 3-6, 6-3 | Parcours |
| 6  | 20-09-1999 | SEAT Open Luxembourg         | Tier III  | 180 000 $ | Moquette (int.) | Irina Spîrlea      | Tina Križan Katarina Srebotnik    | 6-1, 6-2      | Parcours |
| 7  | 25-10-1999 | Generali Open Linz           | Tier II   | 520 000 $ | Moquette (int.) | Irina Spîrlea      | Tina Križan Larisa Neiland        | 6-4, 6-3      | Parcours |
| 8  | 13-11-2000 | Volvo Women’s Open Pattaya   | Tier IVb  | 110 000 $ | Dur (ext.)      | Yayuk Basuki       | Tina Križan Katarina Srebotnik    | 6-3, 6-3      | Parcours |
| 9  | 19-02-2001 | Duty Free Women’s Open Dubaï | Tier II   | 565 000 $ | Dur (ext.)      | Yayuk Basuki       | Åsa Carlsson Karina Habšudová     | 6-0, 4-6, 6-2 | Parcours |

### Finales en double dames
| No | Date       | Nom et lieu du tournoi                  | Catégorie | Dotation    | Surface         | Vainqueures                           | Partenaire        | Score          |          |
| -- | ---------- | --------------------------------------- | --------- | ----------- | --------------- | ------------------------------------- | ----------------- | -------------- | -------- |
| 1  | 29-10-1990 | Virginia Slims of Nashville Nashville   | Tier IV   | 150 000 $   | Dur (int.)      | Kathy Jordan Larisa Neiland           | Brenda Schultz    | 6-1, 6-2       | Parcours |
| 2  | 04-11-1991 | Virginia Slims of Nashville Nashville   | Tier IV   | 150 000 $   | Dur (int.)      | Sandy Collins Elna Reinach            | Yayuk Basuki      | 5-7, 6-4, 7-6  | Parcours |
| 3  | 12-07-1993 | BVV Open Prague                         | Tier IV   | 100 000 $   | Terre (ext.)    | Inés Gorrochategui Patricia Tarabini  | Laura Golarsa     | 6-2, 6-1       | Parcours |
| 4  | 16-05-1994 | Internationaux de Strasbourg Strasbourg | Tier III  | 150 000 $   | Terre (ext.)    | Lori McNeil Rennae Stubbs             | Patricia Tarabini | 6-3, 3-6, 6-2  | Parcours |
| 5  | 19-09-1994 | Moscow Ladies Open Moscou               | Tier III  | 150 000 $   | Moquette (int.) | Elena Makarova Eugenia Maniokova      | Laura Golarsa     | 7-6, 6-4       | Parcours |
| 6  | 30-01-1995 | Amway Classic Auckland                  | Tier IV   | 107 500 $   | Dur (ext.)      | Jill Hetherington Elna Reinach        | Laura Golarsa     | 7-6, 6-2       | Parcours |
| 7  | 25-09-1995 | Sparkassen Cup Leipzig                  | Tier II   | 430 000 $   | Moquette (int.) | Meredith McGrath Larisa Neiland       | Brenda Schultz    | 6-4, 6-4       | Parcours |
| 8  | 02-10-1995 | European Indoors Zurich                 | Tier I    | 806 250 $   | Moquette (int.) | Nicole Arendt Manon Bollegraf         | Chanda Rubin      | 6-4, 6-7, 6-4  | Parcours |
| 9  | 27-10-1997 | Kremlin Cup Moscou                      | Tier I    | 926 250 $   | Moquette (int.) | Arantxa Sánchez Natasha Zvereva       | Yayuk Basuki      | 5-3, ab.       | Parcours |
| 10 | 16-02-1998 | Faber Grand Prix Hanovre                | Tier II   | 450 000 $   | Moquette (int.) | Lisa Raymond Rennae Stubbs            | Elena Likhovtseva | 6-1, 6-7, 6-3  | Parcours |
| 11 | 18-05-1998 | Internationaux de Strasbourg Strasbourg | Tier III  | 200 000 $   | Terre (ext.)    | Alexandra Fusai Nathalie Tauziat      | Yayuk Basuki      | 6-4, 6-3       | Parcours |
| 12 | 17-08-1998 | Omnium du Maurier Montréal              | Tier I    | 926 250 $   | Dur (ext.)      | Martina Hingis Jana Novotná           | Yayuk Basuki      | 6-3, 6-4       | Parcours |
| 13 | 19-04-1999 | Dreamland Egypt Classic Le Caire        | Tier III  | 180 000 $   | Terre (ext.)    | Laurence Courtois Arantxa Sánchez     | Irina Spîrlea     | 7-5, 1-6, 7-6  | Parcours |
| 14 | 23-07-2001 | Bank of the West Classic Stanford       | Tier II   | 565 000 $   | Dur (ext.)      | Janet Lee Wynne Prakusya              | Nicole Arendt     | 3-6, 6-3, 6-3  | Parcours |
| 15 | 06-08-2001 | estyle.com Classic Manhattan Beach      | Tier II   | 565 000 $   | Dur (ext.)      | Kimberly Po-Messerli Nathalie Tauziat | Nicole Arendt     | 6-3, 7-5       | Parcours |
| 16 | 11-02-2002 | Qatar Total FinaElf Open Doha           | Tier III  | 170 000 $   | Dur (ext.)      | Janette Husárová Arantxa Sánchez      | Alexandra Fusai   | 6-3, 6-3       | Parcours |
| 17 | 15-04-2002 | Family Circle Cup Charleston            | Tier I    | 1 224 000 $ | Terre (ext.)    | Lisa Raymond Rennae Stubbs            | Alexandra Fusai   | 6-4, 3-6, 7-64 | Parcours |

### Finale en double mixte
| No | Date       | Nom et lieu du tournoi | Catégorie | Dotation    | Surface      | Vainqueures             | Partenaire    | Score         |          |
| -- | ---------- | ---------------------- | --------- | ----------- | ------------ | ----------------------- | ------------- | ------------- | -------- |
| 1  | 27-05-1991 | Roland-Garros Paris    | G. Chelem | 2 698 740 $ | Terre (ext.) | Helena Suková Cyril Suk | Paul Haarhuis | 3-6, 6-4, 6-1 | Parcours |

## Parcours en Grand Chelem

### En simple dames
| Année | Open d'Australie | Open d'Australie | Internationaux de France | Internationaux de France | Wimbledon       | Wimbledon       | US Open | US Open |
| ----- | ---------------- | ---------------- | ------------------------ | ------------------------ | --------------- | --------------- | ------- | ------- |
| 1994  | 1er tour (1/64)  | Jane Taylor      | 1er tour (1/64)          | Lori McNeil              | 1er tour (1/64) | Naoko Sawamatsu | -       | -       |
| 1995  | 1er tour (1/64)  | Sandrine Testud  | -                        | -                        | -               | -               | -       | -       |

À droite du résultat, l’ultime adversaire.

### En double dames
| Année | Open d'Australie              | Open d'Australie            | Internationaux de France      | Internationaux de France    | Wimbledon                     | Wimbledon                   | US Open                       | US Open                    |
| ----- | ----------------------------- | --------------------------- | ----------------------------- | --------------------------- | ----------------------------- | --------------------------- | ----------------------------- | -------------------------- |
| 1990  | 1er tour (1/32) N. Jagerman   | Patty Fendick MJ Fernández  | 2e tour (1/16) R. Szikszay    | B. Nagelsen Monica Seles    | 1er tour (1/32) I. Driehuis   | Mercedes Paz A. Sánchez     | -                             | -                          |
| 1991  | -                             | -                           | 1er tour (1/32) B. Schultz    | G. Helgeson W. Probst       | 2e tour (1/16) S. Appelmans   | J. Capriati Mercedes Paz    | 2e tour (1/16) Helen Kelesi   | Leila Meskhi Mercedes Paz  |
| 1992  | -                             | -                           | 2e tour (1/16) M. Jaggard     | G. Fernández N. Zvereva     | 1er tour (1/32) M. Jaggard    | Navrátilová Pam Shriver     | 2e tour (1/16) M. Oremans     | Jana Novotná L. Neiland    |
| 1993  | -                             | -                           | 2e tour (1/16) M. Oremans     | G. Fernández N. Zvereva     | 3e tour (1/8) M. Oremans      | Jo-Anne Faull J. Richardson | 1er tour (1/32) Mercedes Paz  | R. McQuillan C. Porwik     |
| 1994  | -                             | -                           | 2e tour (1/16) Ann Grossman   | G. Fernández N. Zvereva     | 3e tour (1/8) Laura Golarsa   | I. Driehuis Maja Murić      | 3e tour (1/8) Laura Golarsa   | Patty Fendick M. McGrath   |
| 1995  | 1er tour (1/32) Hetherington  | Elna Reinach Irina Spîrlea  | 3e tour (1/8) Laura Golarsa   | Nicole Arendt L. Davenport  | 1er tour (1/32) Laura Golarsa | Meike Babel Silvia Farina   | 1er tour (1/32) Yayuk Basuki  | L. Davenport Lisa Raymond  |
| 1996  | 1/4 de finale Yayuk Basuki    | Nicole Arendt M. Bollegraf  | 3e tour (1/8) Yayuk Basuki    | Nicole Arendt M. Bollegraf  | 1/4 de finale Yayuk Basuki    | G. Fernández N. Zvereva     | 3e tour (1/8) Yayuk Basuki    | M. Hingis Helena Suková    |
| 1997  | 2e tour (1/16) Yayuk Basuki   | Park Sung-hee Wang Shi-Ting | 1/4 de finale Yayuk Basuki    | M. Hingis A. Sánchez        | 3e tour (1/8) Yayuk Basuki    | S. Appelmans M. Oremans     | 1/4 de finale Yayuk Basuki    | L. Davenport Jana Novotná  |
| 1998  | 3e tour (1/8) Yayuk Basuki    | K. Guse R. McQuillan        | 3e tour (1/8) Yayuk Basuki    | B. Schett P. Schnyder       | 3e tour (1/8) Yayuk Basuki    | Els Callens Julie Halard    | 2e tour (1/16) Yayuk Basuki   | Miho Saeki Yuka Yoshida    |
| 1999  | 2e tour (1/16) Irina Spîrlea  | Nicole Arendt M. Bollegraf  | 1er tour (1/32) Irina Spîrlea | Maureen Drake Jessica Steck | 3e tour (1/8) Irina Spîrlea   | K. Boogert A. Sidot         | 1er tour (1/32) Irina Spîrlea | Silvia Farina K. Habšudová |
| 2000  | 2e tour (1/16) Irina Spîrlea  | Debbie Graham Nana Miyagi   | 1er tour (1/32) A. Mauresmo   | Nicole Arendt M. Bollegraf  | 3e tour (1/8) Irina Spîrlea   | S. Williams V. Williams     | 1er tour (1/32) M. de Swardt  | Tina Križan I. Selyutina   |
| 2001  | 1er tour (1/32) Yayuk Basuki  | J. Capriati Jelena Dokić    | 1/4 de finale Nicole Arendt   | Jelena Dokić C. Martínez    | 2e tour (1/16) Nicole Arendt  | Maja Matevžič Dragana Zarić | 1er tour (1/32) Nicole Arendt | A. Coetzer Lori McNeil     |
| 2002  | 2e tour (1/16) A. Fusai       | K. Boogert M. Oremans       | 3e tour (1/8) A. Fusai        | V. Ruano Paola Suárez       | 1er tour (1/32) A. Fusai      | C. Martínez Mary Pierce     | 2e tour (1/16) A. Fusai       | V. Ruano Paola Suárez      |
| 2003  | 1er tour (1/32) E. Daniilídou | M. Bartoli M. Sharapova     | 2e tour (1/16) P. Tarabini    | D. Hantuchová Chanda Rubin  | 1er tour (1/32) P. Tarabini   | E. Gagliardi Shaughnessy    | 2e tour (1/16) P. Tarabini    | V. Ruano Paola Suárez      |
| 2004  | 2e tour (1/16) Z. Gubacsi     | M. Maleeva C. Martínez      | -                             | -                           | -                             | -                           | -                             | -                          |

Sous le résultat, la partenaire ; à droite, l’ultime équipe adverse.

### En double mixte
| Année | Open d'Australie              | Open d'Australie            | Internationaux de France    | Internationaux de France   | Wimbledon                    | Wimbledon                 | US Open                       | US Open                   |
| ----- | ----------------------------- | --------------------------- | --------------------------- | -------------------------- | ---------------------------- | ------------------------- | ----------------------------- | ------------------------- |
| 1991  | -                             | -                           | Finale Paul Haarhuis        | Helena Suková Cyril Suk    | 3e tour (1/8) Jan Siemerink  | Elna Reinach van Rensburg | -                             | -                         |
| 1992  | -                             | -                           | 1er tour (1/32) Tom Kempers | Lori McNeil Bryan Shelton  | 2e tour (1/16) Tom Kempers   | G. Sabatini Javier Frana  | -                             | -                         |
| 1993  | -                             | -                           | 3e tour (1/8) Menno Oosting | Elna Reinach Danie Visser  | 2e tour (1/16) J. de Jager   | E. Smylie J. Fitzgerald   | -                             | -                         |
| 1994  | -                             | -                           | 2e tour (1/16) Piet Norval  | Gorrochategui J. Sánchez   | 1er tour (1/32) Piet Norval  | Valda Lake Paul Hand      | -                             | -                         |
| 1995  | 1er tour (1/16) A. Florent    | Linda Wild F. Montana       | 1er tour (1/32) Tom Kempers | Yayuk Basuki Kenny Thorne  | 1er tour (1/32) Tom Kempers  | K. Boogert Menno Oosting  | 1er tour (1/16) A. Florent    | P. Tarabini Luis Lobo     |
| 1996  | 1er tour (1/16) S. Melville   | Kimberly Po Tommy Ho        | 2e tour (1/16) Tom Nijssen  | M. Hingis Philippoussis    | 1er tour (1/32) Byron Talbot | M. McGrath Matt Lucena    | 1/4 de finale Byron Talbot    | Lisa Raymond P. Galbraith |
| 1997  | 1er tour (1/16) Byron Talbot  | Kimberly Po Jack Waite      | 2e tour (1/16) Byron Talbot | R. McQuillan D. Macpherson | 1er tour (1/32) Joshua Eagle | Likhovtseva Max Mirnyi    | 1er tour (1/16) Fernon Wibier | Kimberly Po Jack Waite    |
| 1998  | 1/2 finale M. Bhupathi        | Helena Suková Cyril Suk     | 1/4 de finale J. de Jager   | V. Williams J. Gimelstob   | 1/2 finale Paul Haarhuis     | S. Williams Max Mirnyi    | 2e tour (1/8) J. de Jager     | Lisa Raymond P. Galbraith |
| 1999  | 1er tour (1/16) Paul Haarhuis | M. Bollegraf Pablo Albano   | 2e tour (1/16) Cyril Suk    | K. Radford Pavel Vízner    | 2e tour (1/16) Cyril Suk     | Lisa McShea Bob Bryan     | 1er tour (1/16) David Rikl    | K. Radford E. Ferreira    |
| 2000  | 2e tour (1/8) J. de Jager     | F. Labat Mariano Hood       | 1er tour (1/32) D. Orsanic  | K. Schlukebir B. Haygarth  | 1er tour (1/32) D. Orsanic   | Kim Clijsters L. Hewitt   | 1er tour (1/16) A. Kratzmann  | L. Osterloh J. Stark      |
| 2001  | -                             | -                           | -                           | -                          | 1er tour (1/32) M. Barnard   | Lisa Raymond Leander Paes | 2e tour (1/8) David Adams     | Kimberly Po D. Johnson    |
| 2002  | 1/2 finale Michael Hill       | Paola Suárez Gastón Etlis   | 1/4 de finale Michael Hill  | K. Srebotnik Bob Bryan     | 1er tour (1/32) Michael Hill | B. Schett Joshua Eagle    | -                             | -                         |
| 2003  | 1er tour (1/16) Michael Hill  | E. Daniilídou T. Woodbridge | -                           | -                          | 2e tour (1/16) Gastón Etlis  | Lisa Raymond Mike Bryan   | -                             | -                         |

Sous le résultat, le partenaire ; à droite, l’ultime équipe adverse.

## Parcours aux Masters

### En double dames
| # | Date       | Nom de l'édition             | ($)       | Surface         | Résultat      | Partenaire    | Ultimes adversaires              | Score         |          |
| - | ---------- | ---------------------------- | --------- | --------------- | ------------- | ------------- | -------------------------------- | ------------- | -------- |
| 1 | 18/11/1996 | Chase Championships New York | 2 000 000 | Moquette (int.) | 1/4 de finale | Yayuk Basuki  | Meredith McGrath Larisa Neiland  | 6-4, 6-7, 6-4 | Parcours |
| 2 | 17/11/1997 | Chase Championships New York | 2 000 000 | Moquette (int.) | 1/4 de finale | Yayuk Basuki  | Lindsay Davenport Jana Novotná   | 6-1, 7-5      | Parcours |
| 3 | 16/11/1998 | Chase Championships New York | 2 000 000 | Moquette (int.) | 1/2 finale    | Yayuk Basuki  | Alexandra Fusai Nathalie Tauziat | 6-2, 3-6, 6-3 | Parcours |
| 4 | 15/11/1999 | Chase Championships New York | 2 000 000 | Moquette (int.) | 1/4 de finale | Irina Spîrlea | Larisa Neiland Arantxa Sánchez   | 6-3, 3-6, 6-3 | Parcours |

## Parcours en Coupe de la Fédération
| #                                                                     | Date       | Lieu          | Surface         | Gagnante(s)                       | Perdante(s)                          | Score          |          |
|                                                                       |            |               |                 |                                   |                                      |                |          |
| 1988 - 1er tour (groupe mondial) - Pays-Bas - Espagne - 0 : 3         |            |               |                 |                                   |                                      |                |          |
| 1                                                                     | 05/12/1988 | Melbourne     |                 | Conchita Martínez Arantxa Sánchez | Manon Bollegraf Caroline Vis         | 5-7, 6-4, 6-4  | Parcours |
|                                                                       |            |               |                 |                                   |                                      |                |          |
| 1995 - 1/4 de finale (groupe mondial II) - Suède - Pays-Bas - 0 : 5   |            |               |                 |                                   |                                      |                |          |
| 2                                                                     | 22/04/1995 | Västerås      | Moquette (int.) | Manon Bollegraf Caroline Vis      | Maria Lindström Maria Strandlund     | 6-1, 6-3       | Parcours |
|                                                                       |            |               |                 |                                   |                                      |                |          |
| 1995 - Barrage (groupe mondial I) - Pays-Bas - Autriche - 1 : 4       |            |               |                 |                                   |                                      |                |          |
| 3                                                                     | 22/07/1995 | Noordwijk     | Moquette (ext.) | Barbara Schett Petra Ritter       | Nicole Jagerman Caroline Vis         | 7-66, 1-6, 6-4 | Parcours |
|                                                                       |            |               |                 |                                   |                                      |                |          |
| 1996 - Barrage (groupe mondial I) - Slovaquie - Pays-Bas - 2 : 3      |            |               |                 |                                   |                                      |                |          |
| 4                                                                     | 13/07/1996 | Bratislava    | Terre (ext.)    | Karina Habšudová Radka Zrubáková  | Manon Bollegraf Caroline Vis         | 6-4, 6-3       | Parcours |
|                                                                       |            |               |                 |                                   |                                      |                |          |
| 1997 - Finale (groupe mondial) - Pays-Bas - France - 1 : 4            |            |               |                 |                                   |                                      |                |          |
| 5                                                                     | 04/10/1997 | Bois-le-Duc   | Moquette (int.) | Alexandra Fusai Nathalie Tauziat  | Manon Bollegraf Caroline Vis         | 6-3, 6-4       | Parcours |
|                                                                       |            |               |                 |                                   |                                      |                |          |
| 1998 - 1/4 de finale (groupe mondial) - États-Unis - Pays-Bas - 5 : 0 |            |               |                 |                                   |                                      |                |          |
| 6                                                                     | 18/04/1998 | Kiawah Island | Terre (ext.)    | Mary Joe Fernández Lisa Raymond   | Manon Bollegraf Caroline Vis         | 6-1, ab.       | Parcours |
|                                                                       |            |               |                 |                                   |                                      |                |          |
| 1998 - Barrage (groupe mondial I) - Croatie - Pays-Bas - 3 : 2        |            |               |                 |                                   |                                      |                |          |
| 7                                                                     | 25/07/1998 | Bol           | Terre (ext.)    | Manon Bollegraf Caroline Vis      | Jelena Kostanić Silvija Talaja       | 6-4, 3-6, 7-61 | Parcours |
|                                                                       |            |               |                 |                                   |                                      |                |          |
| 1999 - Barrage (groupe mondial II) - Pays-Bas - Japon - 2 : 1         |            |               |                 |                                   |                                      |                |          |
| 8                                                                     | 21/07/1999 | Amsterdam     | Dur (ext.)      | Manon Bollegraf Caroline Vis      | Shinobu Asagoe Ai Sugiyama           | 4-6, 7-63, 6-3 | Parcours |
|                                                                       |            |               |                 |                                   |                                      |                |          |
| 1999 - Barrage (groupe mondial II) - Pays-Bas - Biélorussie - 3 : 0   |            |               |                 |                                   |                                      |                |          |
| 9                                                                     | 22/07/1999 | Amsterdam     | Dur (ext.)      | Manon Bollegraf Caroline Vis      | Nadejda Ostrovskaya Tatiana Poutchek | 6-2, 6-2       | Parcours |
|                                                                       |            |               |                 |                                   |                                      |                |          |
| 1999 - Barrage (groupe mondial II) - Pays-Bas - Slovénie - 1 : 2      |            |               |                 |                                   |                                      |                |          |
| 10                                                                    | 23/07/1999 | Amsterdam     | Dur (ext.)      | Tina Pisnik Katarina Srebotnik    | Manon Bollegraf Caroline Vis         | 6-0, 2-6, 9-7  | Parcours |

## Classements WTA en fin de saison

### En simple
| Année | 1989 | 1990 | 1991 | 1992 | 1993 | 1994 | 1995 | 1996 | 1997 |
| Rang  | 268  | 208  | 417  | 294  | 208  | 117  | 206  | 322  | 816  |

Source : (en) « Classements de Caroline Vis », sur le site officiel du WTA Tour

### En double
| Année | 1989 | 1990 | 1991 | 1992 | 1993 | 1994 | 1995 | 1996 | 1997 | 2001 | 2002 | 2003 | 2004 |
| Rang  | 189  | 88   | 50   | 100  | 43   | 45   | 39   | 19   | 11   | 35   | 51   | 120  | 310  |

Source : (en) « Classements de Caroline Vis », sur le site officiel du WTA Tour